# Tanums kommun
58°44′N 11°20′Ø / 58.733°N 11.333°Ø
Tanum kommune ligger i länet Västra Götaland, i landskapet Bohuslän i Sverige. Kommunens administrationsby er Tanumshede.
Kommunen er en grænsekommune med landegrænse til Norge (Halden kommune) mod nord. I nordvest grænser kommunen til Strömstads kommun, i nordøst til Dalsland (Dals-Eds kommun), i sydøst til Munkedals kommun, i sydvest til Sotenäs kommun og mod vest ligger Skagerrak.
Tanums kommun ligger midt mellem Göteborg og Oslo.

## Byer
Tanum kommune har fem byer.
Indbyggere pr. 31. december 2005.
| #  | By          | Indbyggere |
| -- | ----------- | ---------- |
| 1. | Tanumshede  | 1.697      |
| 2. | Grebbestad  | 1.401      |
| 3. | Fjällbacka  | 859        |
| 4. | Hamburgsund | 818        |
| 5. | Rabbalshede | 275        |

## Geografi
Tanums kommune er arealmæssigt den største i Bohuslän og geografisk meget varieret. Mod vest ligger skærgården, som kendetegnes af nøgne øer og skær. Her ligger Kosterhavets nationalpark, Sveriges første maritime nationalpark. Et stykke inde på fastlandet ligger sletterne med sine insprängda granitknolde - dette er landbrugsområderne. Sletterne går mod øst over i en landskabstype hvor skov, søer og bjerg dominerer. Mod øst ligger kommunens största sjösystem, Bullaresjöarna. Øst for søerne ligger det højtliggende skovområde Kynnefjäll.
Omkring Bullaresjöarna ligger kommunens højeste punkter. Den højeste punkt er Farlighögen godt 2 kilometer vestnordvest for Vassbotten. Farlighögen når 207,2 meter over havet. Flere områder på Kynnefjälls del i Tanum når mere end 190 meter over havet. Kynnefjälls højeste punkt Vaktarekullen, 207 meter over havet, ligger dog cirka 500 meter inde i Munkedals kommun.

### Søer
| - Alnässjön (delvis) - Nedre Bolsjön - Övre Bolsjön - Norra Bullaresjön | - Södra Bullaresjön (delvis) - Ejgdesjön - Norra Kornsjön (delvis) - Mellan-Kornsjön (delvis) | - Södra Kornsjön (delvis) - Lursjön - Långvattnet - Sör-Vammsjön (delvis) |

### Vandløb
| - Anråsälven - Enningdalsälven (delvis) - Grimån | - Hogarälven - Joreälven | - Kynne älv - Skärboälven |

### Øer
| - Bissen, ubeboet - Brurholmen, ubeboet - Dyngö, beboet - Florö eller Florön - Fläskö, ubeboet - Galtö, bro, beboet - Hamburgö, Hamburgsund, færge, beboet - Havsten, beboet til 1990-tallet - Hjärterön, beboet | - Hällsö, beboet - Hästvam, beboet til 2005 - Jakobsö (Lilla Hamburgö) - Kalvön ved Fjällbacka - Kiddön - Lindö-Kalvö-Trossö, beboet - Musö, beboet - Otterö, beboet - Pinnö, ubeboet | - Ramskär, ubeboet - Resö, bro, beboet - Stora Snixholmen - Stora Svangen, tidligere beboet fyrsted - Store Snart, beboet til 1900-tallet - Valön, Fjällbacka - Vattenholmen, beboet til 1900-tallet - Väderöarna, tidligere beboet lods- og fyrsted |

### Havområder og fjorde
| - Bottnefjorden (Bottnafjorden) - Galtö lera - Jorefjorden | - Kosterfjorden - Sannäsfjorden - Sotefjorden | - Stridsfjorden - Tannamskilen - Väderöfjorden |

## Eksterne kilder og henvisninger
- Wikimedia Commons har flere filer relateret til Tanums kommun